# Pelocetidae
A Pelocetidae az emlősök (Mammalia) osztályának párosujjú patások (Artiodactyla) rendjébe, ezen belül a cetek (Cetacea) alrendágába tartozó fosszilis család.
Maradványaikat Észak-Amerikában, Európában, Ausztráliában és Japánban fedezték fel.

## Rendszerezés
A családba az alábbi 4 nem tartozik:
- Cophocetus Packard & Kellogg, 1934 - középső miocén; Oregon, Észak-Amerika
- Halicetus
- Parietobalaena Kellogg, 1924 - középső miocén; Észak-Amerika, Európa, Ausztrália, Japán
- Pelocetus Kellogg, 1965 - típusnem; középső miocén; Észak-Amerika

## Fordítás
- Ez a szócikk részben vagy egészben  a   Pelocetidae című angol Wikipédia-szócikk ezen változatának fordításán alapul.  Az eredeti cikk szerkesztőit annak laptörténete sorolja fel. Ez a jelzés csupán a megfogalmazás eredetét és a szerzői jogokat jelzi, nem szolgál a cikkben szereplő információk forrásmegjelöléseként.
- Ez a szócikk részben vagy egészben  a   List of extinct cetaceans#Suborder_Mysticeti című angol Wikipédia-szócikk ezen változatának fordításán alapul.  Az eredeti cikk szerkesztőit annak laptörténete sorolja fel. Ez a jelzés csupán a megfogalmazás eredetét és a szerzői jogokat jelzi, nem szolgál a cikkben szereplő információk forrásmegjelöléseként.